# Petter Eliassen
Petter Eliassen (1º dicembre 1985) è un fondista norvegese.

## Biografia
In Coppa del Mondo ha esordito il 14 marzo 2009 a Trondheim (21°) e ha ottenuto il primo podio il 7 marzo 2010 a Lahti (2°).
In carriera ha preso parte a due edizioni dei Campionati mondiali (11° nella 50 km a Oslo 2011 il miglior risultato).

## Palmarès

### Coppa del Mondo
- Miglior piazzamento in classifica generale: 35º nel 2013
- 1 podio (a squadre):
  - 1 secondo posto